# Króbka (Racławice)
Króbka – część wsi Racławice w Polsce, położona w województwie małopolskim, w powiecie krakowskim, w gminie Jerzmanowice-Przeginia.
W latach 1975–1998 Króbka administracyjnie należała do województwa krakowskiego.